# Stanisław Tabeński
Stanisław Tabeński (ur. 4 sierpnia 1890 w Krakowie, zm. 4 marca 1977) – polski architekt, szczególnie aktywny w okresie międzywojennym na terenie województwa śląskiego. 

## Życiorys

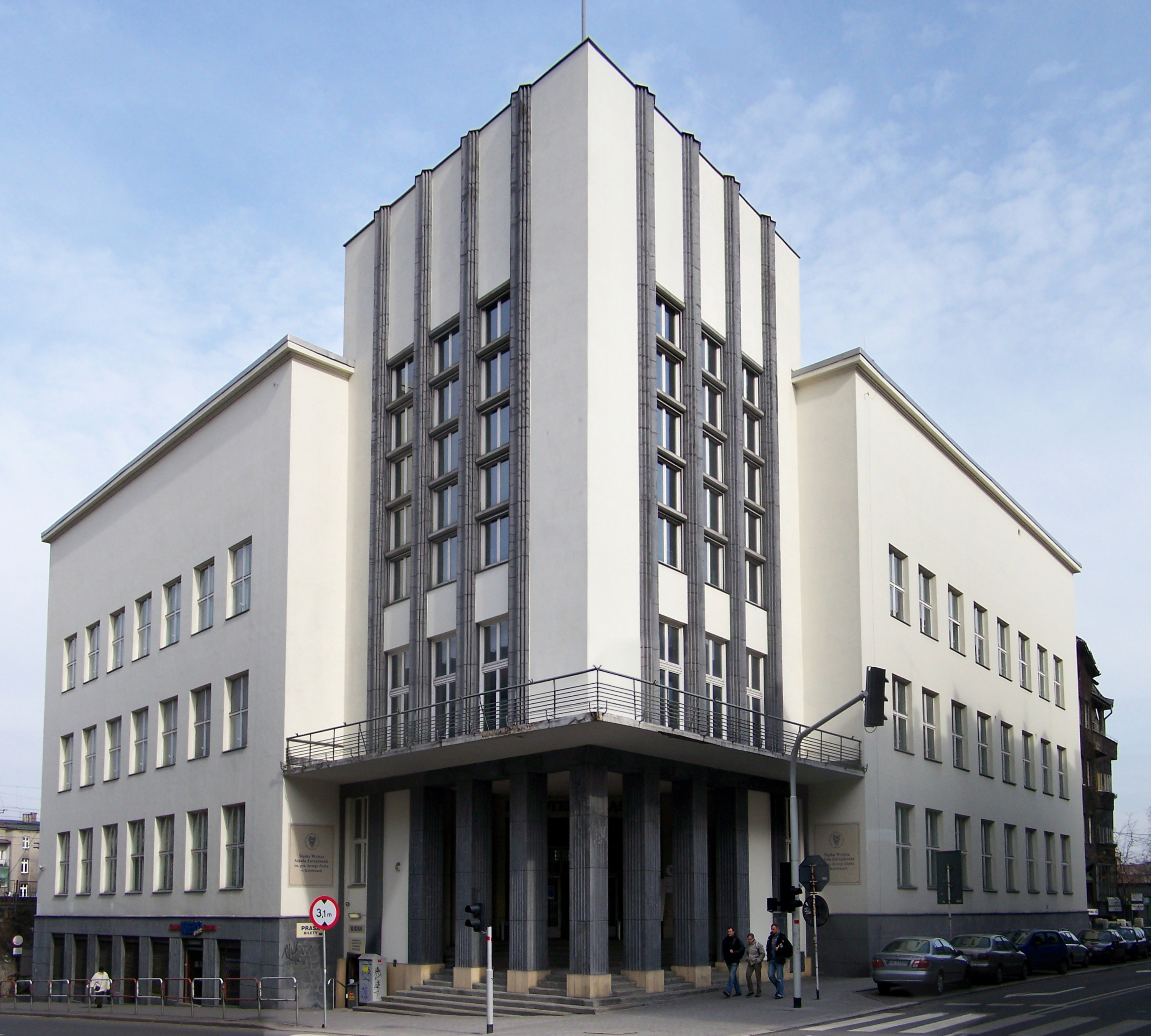
Dom Oświatowy Biblioteki Śląskiej

Był synem Mieczysława Tabeńskiego i Stefanii z domu Sieradzka. Uczęszczał do Wyższej Szkoły Realnej w Krakowie. Maturę zdał w 1907 roku. Następnie uczył się na Wydziale Architektury i Budownictwa Wyższej Szkoły Przemysłowej w Krakowie, którą ukończył egzaminem końcowym z wyróżnieniem w 1911 roku. W miesiącach wakacyjnych 1908 i 1909 roku odbył praktykę zawodową – kierownictwo budowy sądu w Samborze. Był stypendystą Wydziału Krajowego we Lwowie oraz Izby Przemysłowej w Krakowie. Za otrzymane środki wyjechał do Wiednia a potem do Zurychu, gdzie w charakterze słuchacza nadzwyczajnego dwa semestry studiował architekturę. W 1918 roku uzyskał tytuł inżyniera Wydziału Architektury Politechniki w Zurychu. 
W latach 1920–1921, jako inżynier „D.O.G. Kraków”, odbył służbę wojskową w Wojsku Polskim. 
W 1924 roku Tabeński złożył egzamin na budowniczego przed komisją egzaminacyjną Urzędu Wojewódzkiego Lwowskiego oraz Okręgowej Dyrekcji Robót Publicznych. W 1925 roku podjął pracę w Wydziale Komunikacji i Robót Publicznych Urzędu Wojewódzkiego Śląskiego. Od 1 lutego do 31 sierpnia 1925 roku był kierownikiem biura projektów. Następnie, od 1 października 1925 roku do 31 listopada 1932 roku był głównym kierownikiem administracyjno-technicznym budowy gmachu Urzędu Wojewódzkiego i Sejmu Śląskiego w Katowicach. W 1930 roku awansował na asesora. Podczas pracy w urzędzie, opracowywał projekty i kierował budową szkół powszechnych w pięciu miejscowościach na Śląsku Cieszyńskim oraz pięciu placówek celnych na granicy polsko-czeskiej. 31 sierpnia 1933 roku, Tabeński zrezygnował z pracy w Urzędzie Województwa Śląskiego. Prawdopodobnie jedną z przyczyn rezygnacji był zakaz wykonywania przez urzędników państwowych prywatnych projektów. 
W 1928 roku, w celu poznania współczesnej architektury wnętrz, odbył podróż naukową do Włoch i Szwajcarii. 
Należał do wielu stowarzyszeń oraz organizacji. W 1927 roku został sekretarzem Związku Architektów na Śląsku, a od 1934 roku członkiem katowickiego oddziału SARP-u.
Posługiwał się językami obcymi: w mowie angielskim, francuskim oraz mowie i piśmie językiem niemieckim.
Tabeński był dwukrotnie żonaty. Jego drugą żoną była Seweryna z domu Paleczna, z którą zawarł związek małżeński 28 lutego 1922 roku. Miał dwoje dzieci – syna Jerzego (ur. 22 marca 1915 roku) z pierwszego małżeństwa oraz córkę Izabelę (ur. 24 sierpnia 1924 roku) z małżeństwa drugiego.
Stanisława Tabeńskiego pochowano na cmentarzu parafii Katedralnej św. Mikołaja w Bielsku-Białej.

## Twórczość

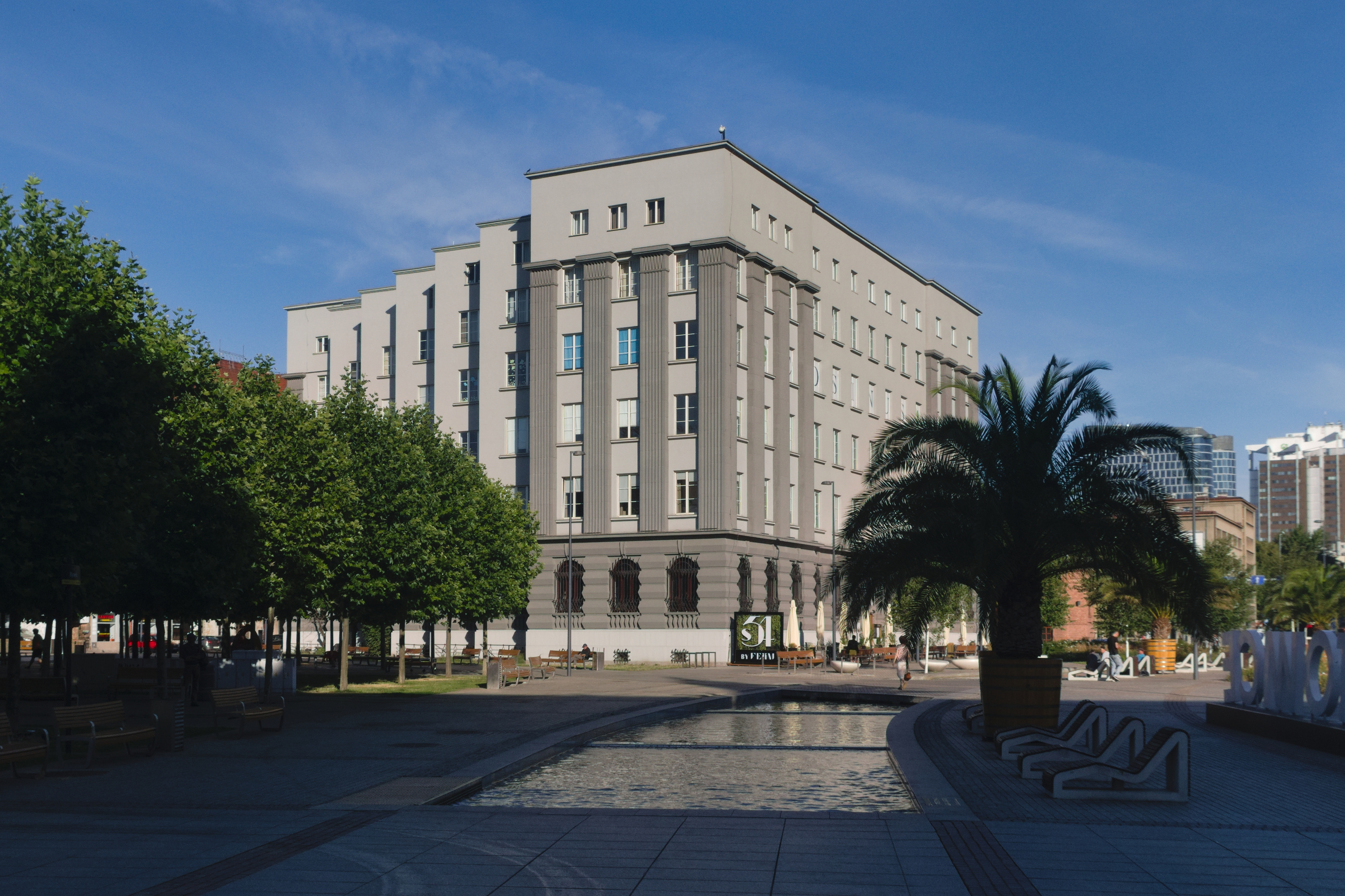
Gmach dawnego Banku Gospodarstwa Krajowego w Katowicach (2022)

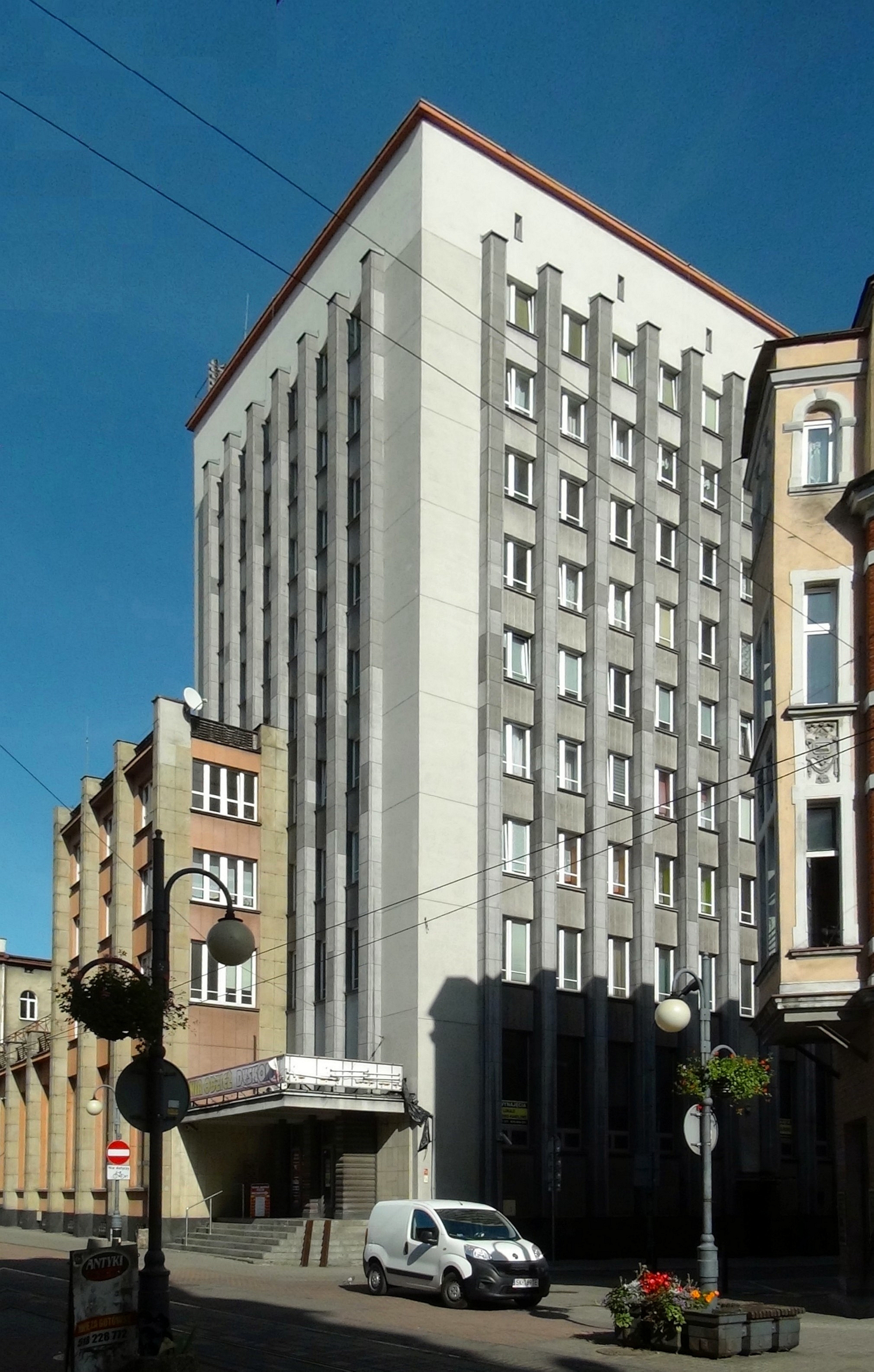
Budynek Komunalnej Kasy Oszczędności w Chorzowie

Przekształcił tradycyjny styl szkoły krakowskiej nadając mu własny własny charakter – unikalny w skali całego regionu. Istotny jest także fakt, że dzięki jego twórczości Katowice awansowały do roli stolicy województwa co pomogło powiązać region z Polską. Podczas kryzysu światowego nastąpił przełom, który szczególnie widać było na przykładzie zmian, które wprowadził do projektu budynku Biblioteki Śląskiej usytuowanego w Katowicach przy ulicy Francuskiej. W projekcie kierował się modą oraz zastosował nowoczesną technologię. Projekt tego gmachu odzwierciedla powściągliwy styl, wynikający zarówno z dekoracyjnej oszczędności nawiązującej do klasycyzmu jak i z gospodarczej zapaści drugiej połowy XX wieku.  
Będąc na fali panującego wówczas optymizmu związanego z zakończeniem I wojny światowej, dał temu wyraz dekorując budynek Banku Gospodarstwa Krajowego w Katowicach jaskrawymi kolorami. Gmach ten jest uważany za jeden z najważniejszych budynków art déco znajdujących się w Katowicach.  
Stanisław Tabeński inspirował się m.in. architekturą Warszawy i silną tradycją wiedeńską. Podczas tworzenia kolejnych projektów pomocna była znajomość z wojewodą śląskim Michałem Grażyńskim, a także fakt, że sąsiadująca niemiecka część Górnego Śląska polaryzowała poglądy architektów, nierzadko silnie związanych z politykami sanacji.

## Realizacje
- Wieżowiec Komunalnej Kasy Oszczędności, Chorzów ul. Wolności, 1937[5].
- Dom Oświatowy Biblioteki Śląskiej, Katowice ul. Francuska 12, 1929–1934; współautor: Józef Rybicki[6].
- Gmach Banku Gospodarstwa Krajowego w Katowicach, Katowice ul. Mickiewicza 3, w latach 1928–1930; współautor: Jan Noworyta[4].
- Współpraca przy opracowywaniu projektu kościoła w Drochlinie, 1910, w pracowni W. Ekielskiego[1].
- Wykonywanie szkiców części Zamku Królewskiego na Wawelu[1].
- Dom mieszkalny urzędników BGK przy ul. Narcyzów 2 w Katowicach,1929–1931[1].
- Dom inż. B. Pietrzykowskiego przy ul. Rymera 3 w Katowicach, 1938[1].
- Dom mieszkalny pracowników ZUS-u przy ul. M. Skłodowskiej-Curie 15 w Katowicach, 1938–1939[1].